# Regina Mingotti

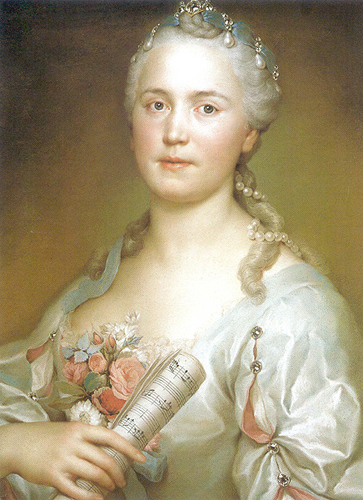
Anton Raphael Mengs: Regina Mingotti (1745)

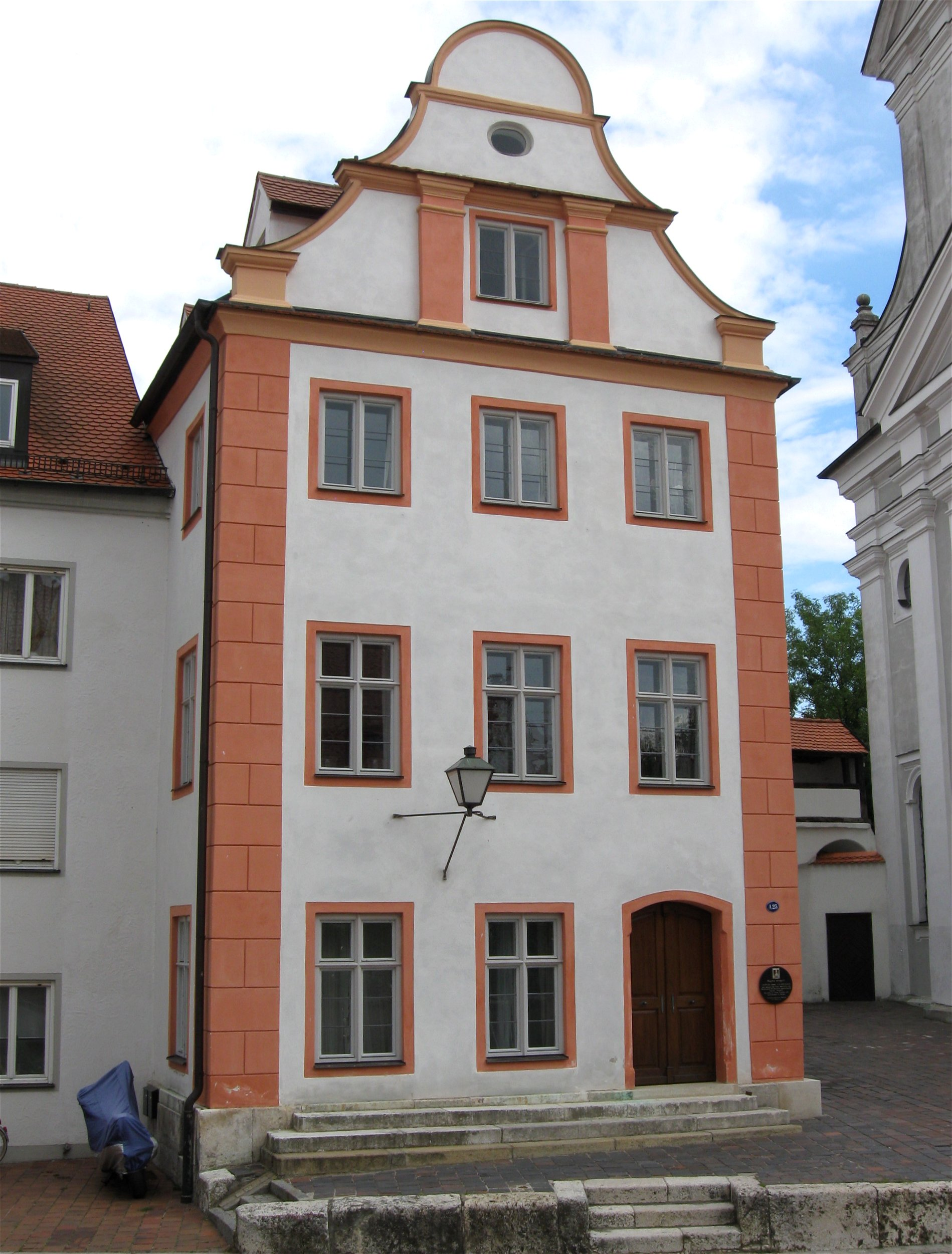
Amalienstraße A 25 in Neuburg an der Donau, das letzte Wohnhaus von Regina Mingotti

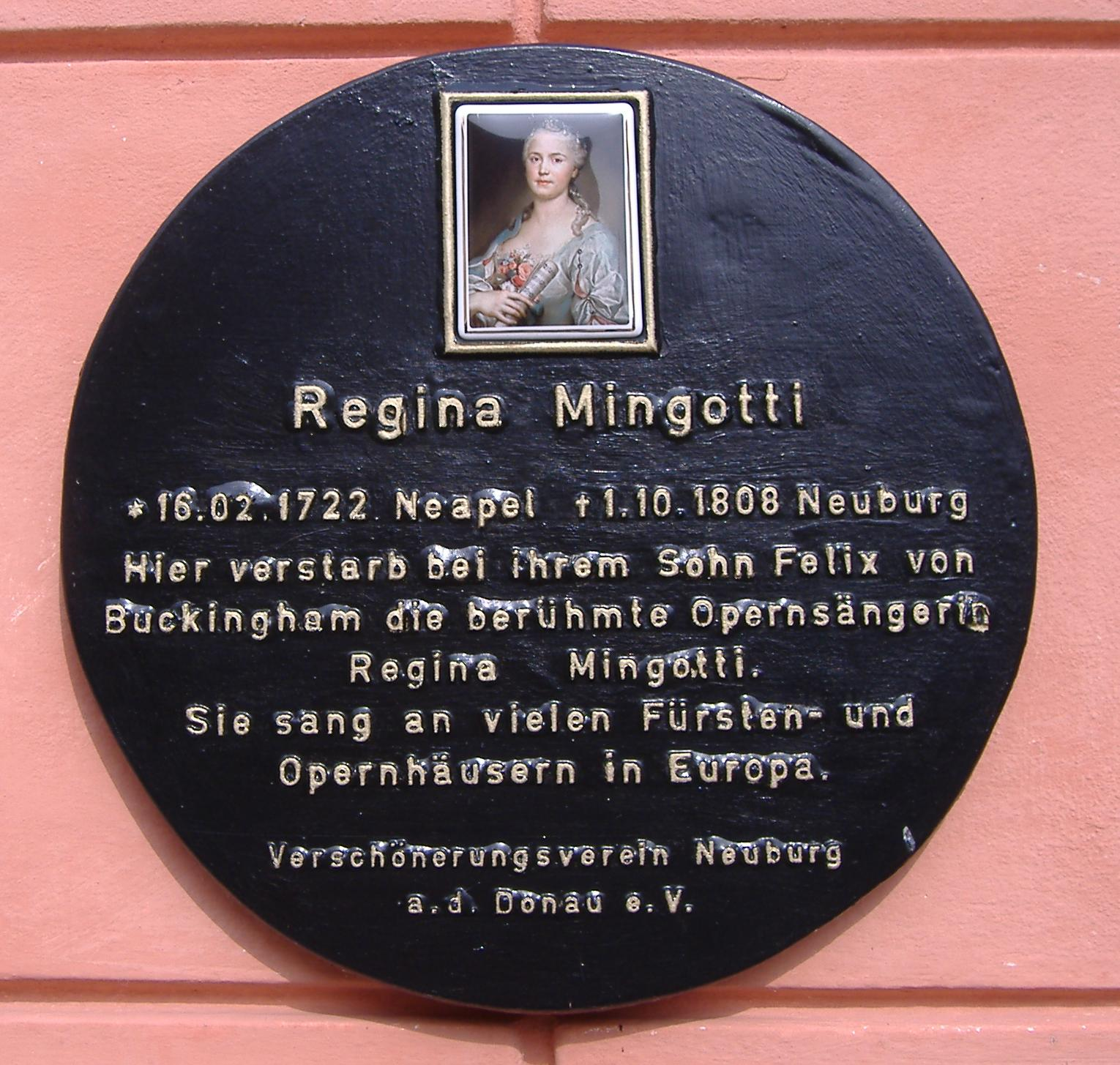
Gedenktafel am Haus Amalienstraße A25

Regina Mingotti, geborene Regina Valentini (* 6. Februar 1722 in Neapel; † 1. Oktober 1808 in Neuburg an der Donau) war eine österreichisch-italienische Opernsängerin (Sopran). In den Libretti der Zeit wird sie auch häufig mit den Namen Caterina Mingotti bzw. Catharina Regina Mingotti aufgeführt.

## Leben
Mingotti wurde als Tochter eines österreichischen Offiziers in Neapel geboren. Sie wuchs in einem Ursulinenkloster in Graz auf, wo sie ersten Gesangsunterricht durch die Äbtissin erhielt. Im Jahr 1747 heiratete sie den Impresario Pietro Mingotti, mit dessen Operntruppe sie im selben Jahr nach Dresden kam. Die Truppe spielte in einem von Angelo Mingotti, einem Bruder Pietros, 1746 erbauten hölzernen Opernhaus auf dem Gelände des Zwingers, das bereits 1748 abbrannte.
Mingotti wurde 1747 für die königliche Oper engagiert. Mit ihr war Christoph Willibald Gluck nach Dresden gekommen, dessen Oper La nozze d’Ercole e d’Ebe durch die Mingotti’sche Truppe auf der Pillnitzer Gartenbühne anlässlich der Hochzeit Friedrich Christians von Sachsen mit Maria Antonia Walpurgis aufgeführt wurde. Mingotti sang dabei den Part des Herkules. Mingotti, die 1748 bei Nicola Antonio Porpora Gesangsunterricht erhielt, galt zu dem Zeitpunkt als Nachfolgerin der Dresdner Primadonna Faustina Bordoni. Obwohl sie vorerst nur als zweite Sängerin engagiert wurde kam es binnen kürzester Zeit zu erbitterten Streitigkeiten zwischen beiden Frauen, über welche in Briefen Pietro Metastasios und Johann Georg Pisendels Auskunft gegeben wird. Erst 1750 wurde der Zwist beigelegt, da Mingotti ein Jahr lang nach Neapel engagiert wurde. Nachdem Faustina Bordoni 1751 ihren Abschied von der Bühne genommen hatte, wurde Regina Mingotti in Dresden ihre Nachfolgerin als Primadonna.
Mingotti verließ Dresden im Jahr 1752 und ging von dort zunächst nach Madrid, wo der berühmte Kastrat Farinelli als Direktor der Oper und Verantwortlicher für höfisches Entertainment fungierte. Er soll von Mingottis Stimme so begeistert gewesen sein, dass er ihr fortan nicht gestattete, öffentlich aufzutreten, sondern diese Auftritte auf abendliche Konzerte vor dem schwermütigen König von Spanien beschränkte. Aufgrund dieser Einschränkung reiste Mingotti 1754 nach Paris, dann nach London und engagierte sich danach in verschiedenen italienischen Städten. Zehn Jahre später – 1763 – zog sie sich von der Bühne zurück. Nach Aufenthalten in München lebte sie bei ihrem Sohn Samuel Buckingham in Neuburg an der Donau, wo sie als „verwitwete Königlich-sächsische Kommerzienrätin“ im Haus Amalienstraße A 25 verstarb.